# Adraneothrips exiguus
Adraneothrips exiguus är en insektsart som först beskrevs av Ian A. Hood 1912.  Adraneothrips exiguus ingår i släktet Adraneothrips och familjen rörtripsar. Inga underarter finns listade i Catalogue of Life.